# ۲٬۴-دی‌بی
۲٬۴-دی‌بی (به انگلیسی: 2,4-DB) با فرمول شیمیایی C۱۰H۱۰Cl۲O۳ یک ترکیب شیمیایی با شناسه پاب‌کم ۱۴۸۹ است؛ که جرم مولی آن ۲۴۹٫۰۹ g/mol می‌باشد. شکل ظاهری این ترکیب، بلورهای بی‌رنگ و سفید است.